# Into the Wild Life
| Recensione    | Giudizio |
| ------------- | -------- |
| Allmusic      | [ 1 ]    |
| Rolling Stone | [ 4 ]    |

Into the Wild Life è il terzo album in studio del gruppo hard rock statunitense Halestorm, pubblicato il 3 aprile 2015 dalla Atlantic Records.

## Tracce
1. Scream – 4:04 (L. Hale, J. Hottinger, D. Basset)
2. I Am the Fire – 3:37 (L. Hale, J. Hottinger, S. Stevens)
3. Sick Individual – 3:27 (L. Hale, J. Hottinger, S. Stevens)
4. Amen – 2:58 (L. Hale, J. Hottinger, S. Stevens)
5. Dear Daughter – 4:46 (L. Hale, J. Hottinger, D. Basset)
6. New Modern Love – 3:38 (L. Hale, J. Hottinger, D. Basset)
7. Mayhem – 3:36 (L. Hale, J. Hottinger, D. Basset)
8. Bad Girls World – 5:08 (L. Hale, J. Hottinger, J. J. Joyce)
9. Gonna Get Mine – 2:57 (L. Hale, J. Hottinger, J. Smith)
10. The Reckoning – 3:44 (L. Hale, S. Stevens)
11. Apocalyptic – 3:13 (L. Hale, S. Stevens)
12. What Sober Couldn't Say – 3:33 (L. Hale, J. Hottinger, N. Hemby, S. Stevens)
13. I Like It Heavy – 4:53 (L. Hale, J. Hottinger, S. Stevens, Z. Mallory)

Tracce bonus della Deluxe Edition
1. Jump the Gun – 3:08 (L. Hale, J. Hottinger, S. Stevens, J. Johnstone)
2. Unapologetic – 4:09 (L. Hale, J. Hottinger, J.J. Joyce, H. Lindsey)

Tracce bonus dell'edizione giapponese
1. Drunk Pretty – 3:02 (L. Hale, J. Hottinger, N. Hemby, J.J. Joyce)

## Formazione
Hanno partecipato alle registrazioni secondo le note dell'album:
Halestorm
- Lzzy Hale – voce, chitarra, piano
- Joe Hottinger – chitarra, cori
- Josh Smith – basso, piano, cori
- Arejay Hale – batteria, percussioni, cori

Tecnici
- Jay Joyce – produttore, missaggio
- Jason Hall – missaggio
- Dylan Lancaster – ingegneria del suono
- Caleb Van Bunskik – ingegneria del suono
- Richard Dodd – masterizzazione

## Classifiche
| Classifica (2015) | Posizione massima |
| ----------------- | ----------------- |
| Austria           | 33                |
| Belgio (Fiandre)  | 149               |
| Belgio (Vallonia) | 73                |
| Germania          | 24                |
| Irlanda           | 24                |
| Italia            | 81                |
| Nuova Zelanda     | 28                |
| Olanda            | 59                |
| Svezia            | 50                |
| Svizzera          | 20                |
| UK                | 10                |
| USA               | 5                 |

## Date di pubblicazione
| Stato           | Data          |
| --------------- | ------------- |
| Benelux         | 3 aprile 2015 |
| Finlandia       | 3 aprile 2015 |
| Germania        | 3 aprile 2015 |
| Svizzera        | 3 aprile 2015 |
| Austria         | 3 aprile 2015 |
| Irlanda         | 3 aprile 2015 |
| Australia       | 3 aprile 2015 |
| Nuova Zelanda   | 3 aprile 2015 |
| Regno Unito     | 6 aprile 2015 |
| Francia         | 6 aprile 2015 |
| Stati Uniti     | 7 aprile 2015 |
| Canada          | 7 aprile 2015 |
| Messico         | 7 aprile 2015 |
| Italia          | 7 aprile 2015 |
| Spagna          | 7 aprile 2015 |
| America latina  | 7 aprile 2015 |
| Sudest asiatico | 7 aprile 2015 |
| Giappone        | 8 aprile 2015 |